# Jean Marie Jacques de Lécluse de Longraye de Vieux-Châtel
Pour les articles homonymes, voir Lécluse (homonymie).
Jean Marie Jacques, chevalier[réf. nécessaire] de Lécluse de Longraye de Vieux-Châtel, né à Quimper le 17 mars 1759 et mort dans la même ville le 6 novembre 1834, est un militaire français qui a pris part à la Guerre d'indépendance américaine.

## Biographie

### Vie familiale
Issu d'une famille d'ancienne bourgeoisie bretonne, il fut baptisé en l’église Saint Mathieu de Quimper le lendemain de sa naissance.
Il épousa à Quimper le 18 septembre 1805 sa cousine Anne Marie Michelle Hervé Audouyn, dame de Villéon, née à Quimper le 27 mars 1771 et décédée à Keriner le 25 novembre 1821, fille de Guillaume-Michel Audouyn, seigneur de Keriner en Pluguffan, ancien subdélégué de l’Intendance de Bretagne, ancien procureur du Roy, assesseur de la maréchaussée, juge du district de Quimper, juge au tribunal d’Appel de Rennes, doyen au siège présidial de Quimper, et de Jeanne-Françoise Droneau, dont postérité.

### États de service
Il entama sa carrière comme Lieutenant Garde-côte de Crozon le 25 mars 1778 et fut breveté lieutenant de canonniers Garde-côte le 13 mars 1779.
3e sous-lieutenant dans le régiment de Soissonnais en Amérique septentrionale le 14 novembre 1782, il ne fut confirmé que le 10 mai 1785 (le ministre Philippe Henri de Ségur refusa d’abord de ratifier cette nomination de 1782 car Jean de Lécluse de pouvait présenter des preuves de Noblesse).
Lieutenant en second le 24 septembre 1789, il émigra en janvier 1792, fut employé dans l'Armée de Condé d'avril 1792 à 1801 et participa aux campagnes de 1792, 1793, 1794 et 1795 dans la 3e compagnie des Chasseurs nobles. Il passa ensuite comme sous-lieutenant au régiment de Lascaris au sein duquel il participa aux campagnes de 1796, 1797 et suivantes puis au régiment des Grenadiers des Bourbons en Russie.
Nommé chevalier dans l'Ordre royal et militaire de Saint-Louis par le Prince de Condé à Raginsbourg le 28 janvier 1801[réf. nécessaire], il devint pensionnaire en demi-solde du gouvernement britannique de 1801 à 1814 en considération de ses 46 années, 10 mois et un jour de services et de son âge.
De retour en France à la Restauration, il fut admis à la retraite avec une solde de 1 773 francs le 26 janvier 1816.
Lieutenant-colonel d’Infanterie, il fut nommé au grade de chef du deuxième bataillon de la Légion de la Garde Nationale à Pied de l’arrondissement de Quimper par le comte d’Artois le 23 mars 1818. Il décède dans cette ville le 6 novembre 1834.

### Armoiries
Les armoiries de la famille de Lécluse sont : d’argent au chevron de sable accompagné en chef de deux dauphins affrontés et en pointe d’une pomme de pin, le tout de sinople.

## Sources et bibliographie
- Service historique de la Défense : Yb 355, 404 ; 1Yf no 161 436.
- Dictionnaire des Officiers de l’Armée Royale qui ont combattu aux États-Unis pendant la guerre d’Indépendance 1776-1783. Gilbert Bodinier. Service Historique de l’Armée de Terre. Éditions Mémoire et Documents. 2005

- Gustave Chaix d'Est-Ange, Dictionnaire des familles françaises anciennes ou notables à la fin du XIXe siècle, tome 16, pages 6 à 8 de L'Écluse